# Phytomyza melana
Phytomyza melana este o specie de muște din genul Phytomyza, familia Agromyzidae, descrisă de Friedrich Georg Hendel în anul 1920. Conform Catalogue of Life specia Phytomyza melana nu are subspecii cunoscute.